# Соба
Соба е остаряла дума за стая, обикновено в селска къща.
Исторически най-рано оформилото се помещение в селската къща е това с огнището (или баджата). Следващ етап от развитието на българската селска къща е свързано с обособяването на втора стая, наречена соба (или одая). Най-често това помещение е разположено до помещението с огнището и по-рядко зад него (например в странджанската къща).
Собата е светло помещение, изпълняващо функциите на спалня и дневна. В него са били посрещани гости. Вътрешното архитектурно оформление на собата е било израз на материалните възможности и чувството за естетика на собствениците ѝ. Това помещение е най-интензивно използвано в селските райони на Габровския и Сливенския балкан, както и в някои равнини райони в Добруджанско и Лудогорието.
Отоплението на собата става със зидана печка (често разположена зад стената с огнището в „къщата"), позната под името джамал. Джамалът има куполовиден тип и е с различна височина.
Характерен елемент от интериора на собата са дървените полици, разположени на една или няколко стени. Ако в собата има и вграден долап, той служи за прибиране на завивките.
Друг елемент от подредбата на собата са дървените одъри за спане (с ширина до два метра), или за сядане (миндери) – с ширина до 50-55 см и височина около 45 см. Миндерите са разположени на една или две от стените (често под ъгъл) и имат формата на продълговат сандък с подвижен горен капак, което ги прави удобни за прибиране на вещи. В Добруджа и в Западна България, миндерите се изработват от камък или глина.
В одаята има специално обособено мястото за прибиране на постелките и завивките, наречено възстреб, одър или дипла.
Съществуват някои разлики в начина за подредба на отделните елементи на собата в полската и планинската селска къща. Например в планинската къща в това помещение се изграждат предимно стенни долапи, а в полската къща се използват стенни полици.